# Ikarus 438
Az Ikarus 438 az Ikarus Karosszéria- és Járműgyár 400-as buszcsaládjának egyetlen húzócsuklós autóbusztípusa. A típusból mindössze egyetlen példány készült, amit eredetileg a FÁK piacára szántak, viszont végül Magyarországon, a Volánbusznál állt forgalomba.

## Története
Az Ikarus 200-as családjának sikerei után a buszgyár a FÁK számára kifejlesztette a két buszcsalád öszvérét: az Ikarus 283 típusú autóbusz műszaki tulajdonságait egy Ikarus 435-öshöz hasonlító karosszériába építették be, ez lett a 438-as típus. A nagy helyigényű MAN motor miatt az autóbusz második ajtaját a szokásosnál előrébb, közvetlenül az „A” tengelynél alakították ki (mint a 283-asnál), viszont így a negyedik ajtaja a 435-ösökkel ellentétben normál méretű lett (a második ajtót később megszüntették, „befalazták”). Padlószintje a 200-as családéval egyezik meg – magasabb a 400-as buszokénál. A szovjet utódállamok azonban nem kívántak vásárolni a típusból, így először az Ikarus munkásszállító járműve lett, majd 2000-ben a Volánbusz vásárolta meg. Ekkor a korábbi zöld-fehér helyett narancssárga fényezést kapott, második ajtaját pedig befalazták. A busz Monoron GVP-231-es, majd JID-095-ös rendszámmal közlekedett 2016-os selejtezéséig. A járművet 2018-ban a Magyar Műszaki és Közlekedési Múzeum vásárolta meg.